# Борцы (картина Икинса)
«Борцы» (англ. Wrestlers) — картина американского художника Томаса Икинса, написанная им в 1899 году. В настоящее время готовая картина маслом (122,87 × 152,4 см) и эскиз маслом (40,8 × 50,96 см) находятся в коллекции Музея искусств округа Лос-Анджелес в Лос-Анджелесе (штат Калифорния, США). Меньшая версия незавершённой картины маслом (101,6 × 127,2 см) находится в Художественном музее Филадельфии в Филадельфии (штат Пенсильвания).

## Контекст

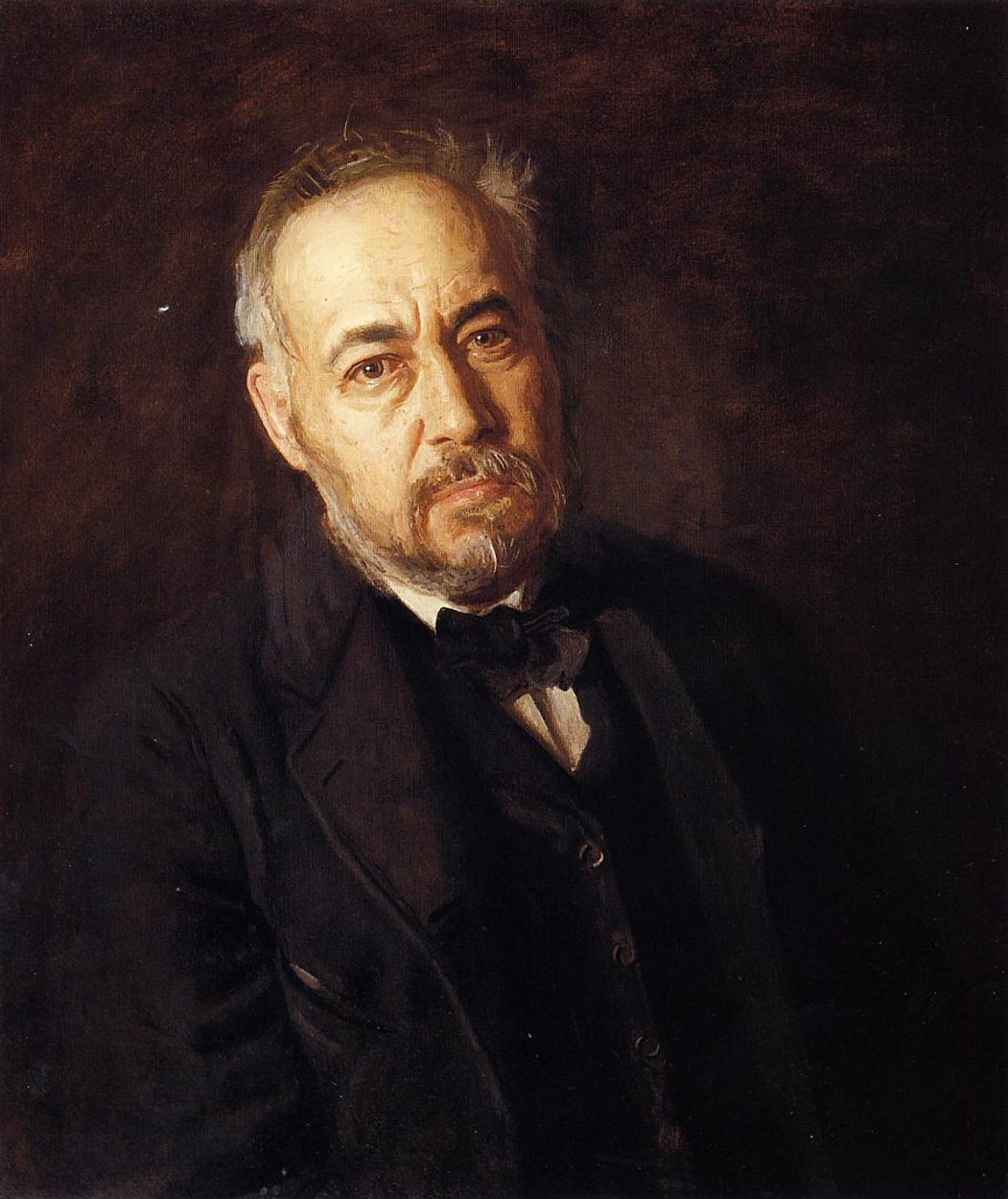
Томас Икинс, автопортрет.

Томас Икинс (1844—1916) считается одним из величайших художников Соединённых Штатов Америки, посвятившим свою карьеру реалистичному изображению человеческой натуры в масле и акварели, скульптуре и фотографии. С детства полюбив спорт, Икинс как амбициозный и оригинальный молодой художник, избрал темами своих картин лежащий вокруг него мир, что позволило ему продемонстрировать свои выдающиеся художественные навыки. Икинс писал картины, в которых выражал свое восхищение спортсменами и активным отдыхом, не забывая также об образах женщин и детей, привлекательных своей яркостью и задумчивостью. С 1862 по 1866 он учился в Пенсильванской академии изящных искусств, а затем уехал в Париж, где три года знакомился с европейским искусством под началом французского живописца и представителя академизма Жана-Леона Жерома. В 1870 году Икинс вернулся в Филадельфию, а в 1876 году начал преподавать в Пенсильванской академии, которую превратил в одну из ведущих художественных школ Америки. Применяемые Икинсом методы обучения подвергались критике в особенности из-за большого присутствия на занятиях обнажённой натуры. Так, в 1886 году во время лекции об устройстве человеческого таза перед классом, в котором сидели и студентки, Икинс снял набедренную повязку с мужчины-натурщика, чтобы ученики воочию увидели все мышцы целиком. После протестов со стороны родителей и студентов он был вынужден уйти в отставку по требованию совета Академии. С 1887 года и до конца своей карьеры Икинс сосредоточился исключительно на портретной живописи, откровенно отражая в ней личность своих натурщиков, которыми были его друзья или знакомые. После долгого перерыва с 1870-х годов, в 1898 и 1899 годах Икинс в своём творчестве снова вернулся к теме спорта. Его картины, изображающие сцены бокса и борьбы, произвели настоящую революцию в художественном мире Америки, равно как и более ранние полотна на темы гребли, плавания, парусного спорта, охоты, конных состязаний. Хотя критика его художественных методов не утихла, стремление Икинса к точному изображению человеческой фигуры помогло ему занять достойное место в мире искусства.

## Создание
Картина «Борцы» была написана Икинсом в 1899 году. Фотография, на основе которой была создана картина, сделана в понедельник 22 мая 1899 года в студии Икинса на четвёртом этаже дома его отца на 1729-й Маунт-Вернон-стрит в Филадельфии (штат Пенсильвания). Спортсменов-натурщиков для сцены схватки художнику помог найти его друг спортивный обозреватель Кларенс Кранмер. Икинс писал картину точно следуя деталям фотографии, но при этом изобразив борцов в гребном клубе Квакер-Сити, который когда стоял на Боатхаус-Роу в Филадельфии. Примечательно, что появление «Борцов» Икинса примерно совпало по времени с возрождением Олимпийских игр — сначала в Афинах (1897 год), а затем в Париже (1900 год). Ученик Икинса скульптор Сэмюэл Мюррей в 1899 году изваял небольшую статую на ту же тему.

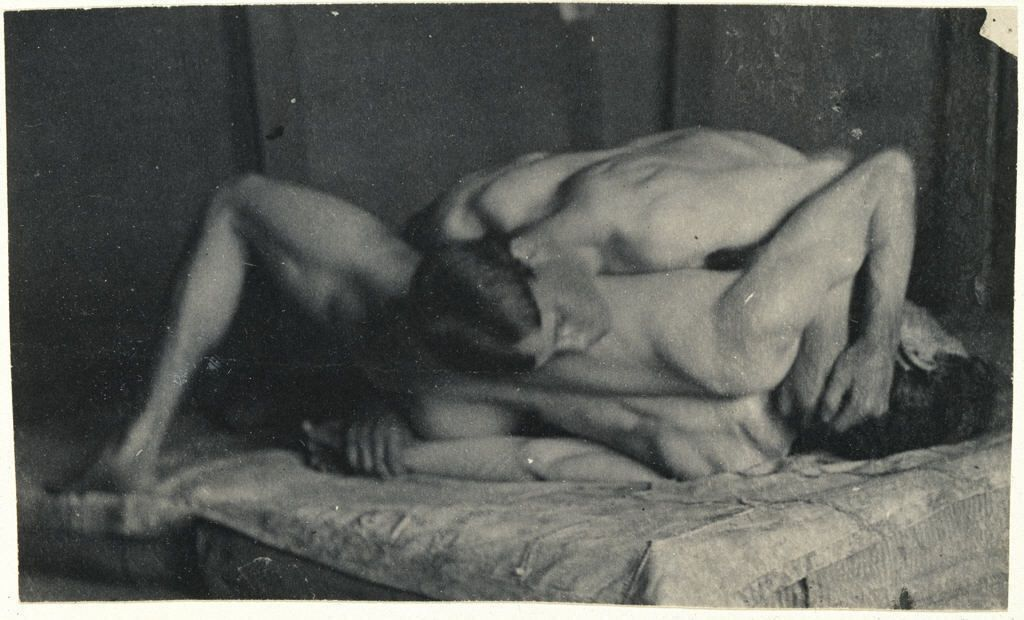
Фотография двух натурщиков, сделанная Томасом Икинсом 22 мая 1899 года.
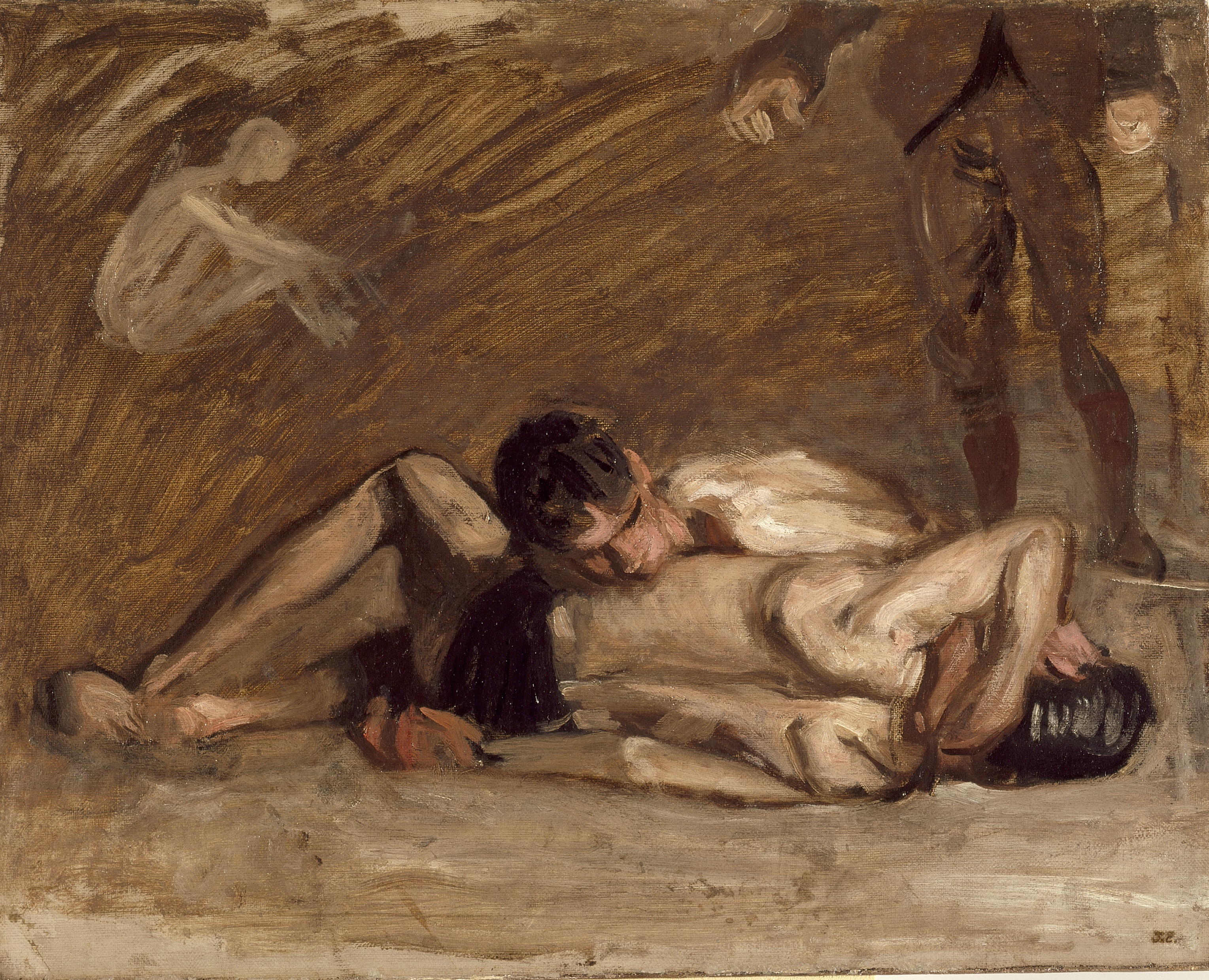
Эскиз маслом. Коллекция Музея искусств округа Лос-Анджелес.
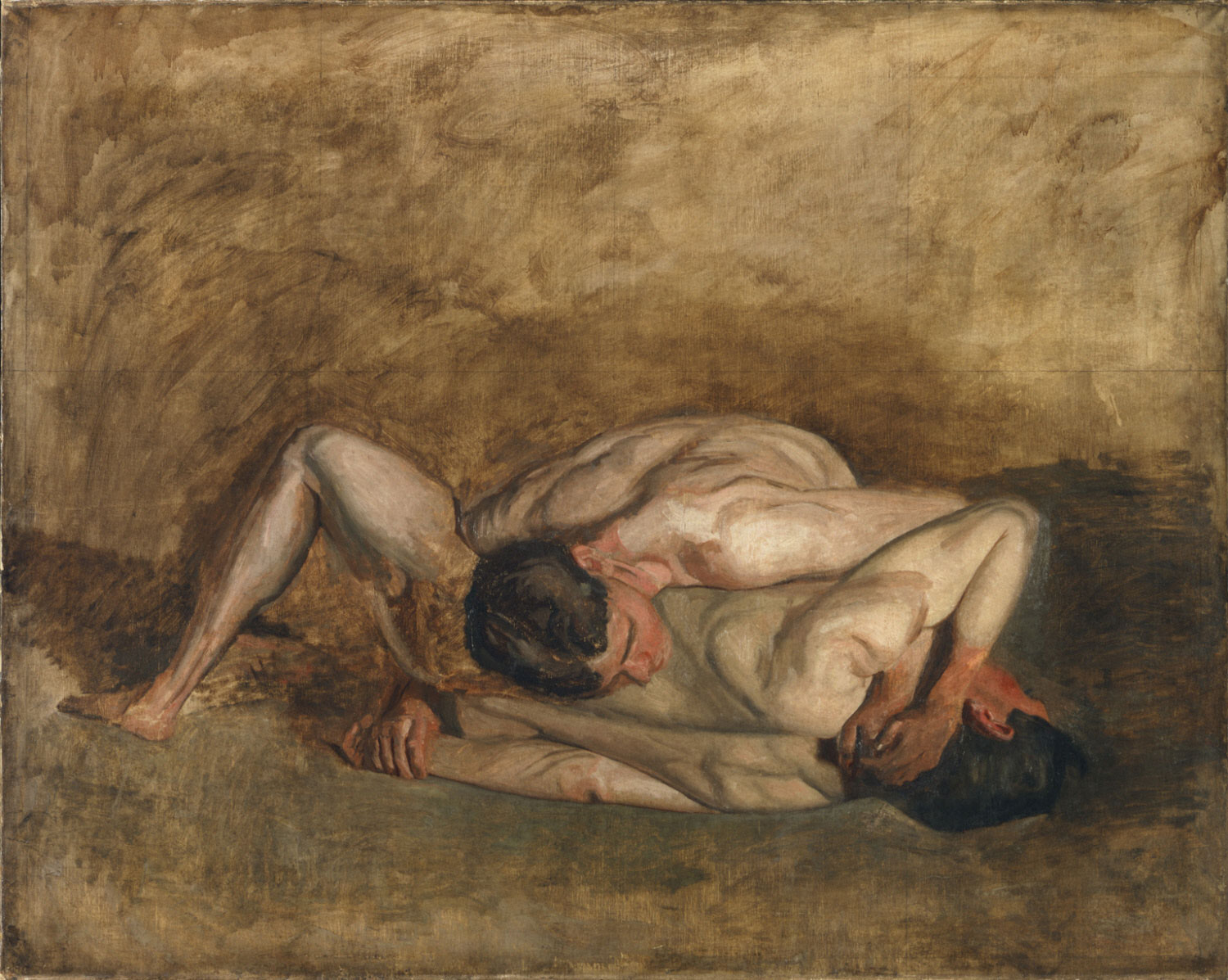
Версия картины маслом. Коллекция Художественного музея Филадельфии.

## Композиция
На картине изображён борцовский поединок между двумя почти обнажёнными мужчинами, один из которых, просунув руки через подмышки второго, удерживает его при помощи приёма «двойной Нельсон». За ними стоят трое мужчин: спортсмен на гребном тренажере, рефери и другой борец. Подпись Икинса располагается на стене борцовского зала. Основное внимание зрителя сфокусировано на двух обнаженных фигурах, однако Икинс, ценивший человеческое тело в момент наибольшего совершенства, в своей картине вероятно не ставил целью простое развлечение буржуазной публики. Об этом может говорить и тот факт, что на полотне можно заметить следы рутинной американской жизни, проявившиеся в загорелых лицах и руках борцов, намекающих на то, что они принадлежат к рабочему классу.

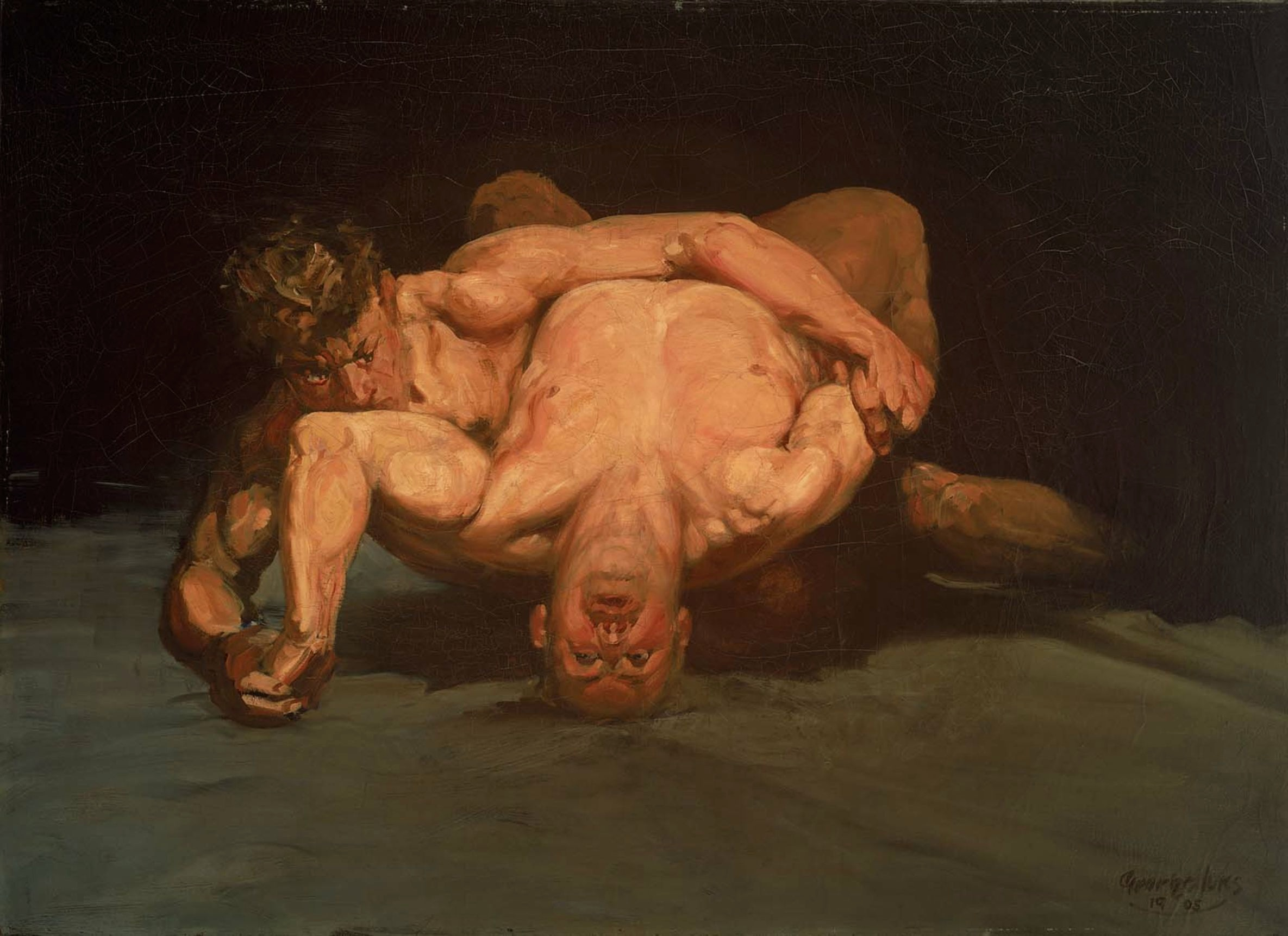
«Борцы» кисти Джорджа Лакса.

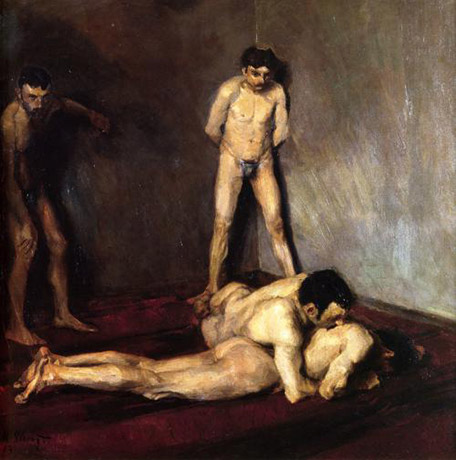
«Школа борцов» кисти Макса Слефогта

Композиционная структура произведения Икинса, заключающаяся в изображении сцепившихся тел, перекликается с работой другого филадельфийца — Джорджа Лакса, написавшего в 1905 году картину «Борцы». В то время как Лакс передал на полотне живую страсть, источающуюся вздыбленными телами, Икинс изобразил в своей работе момент удержания одного борца другим, мастерски подмеченный взглядом художника в своей студии. Лакс будто оживил своих героев энергичными мазками и толстым «импасто», а Икинс же, напротив, накладывал тщательно смешанные мазки краски на предварительно намеченные контуры фигур, чему научился у Жерома. Известно, что Икинс тщательно следил за боксерскими поединками для того, чтобы детали на его картинах соответствовали действительности, но он никогда не пытался изобразить борцов в реальной схватке. Критик Аллен Гуттманн сравнил «Борцов» Лакса и Икинса с картиной «Школа борцов» Макса Слефогта, отметив, что все эти работы схожи изображением пары обнаженных борющихся людей, лежащих на земле в момент захвата.

## Восприятие
«Борцы» являются одной из последних крупных тематических картин, созданных Икинсом, в связи с чем данную работу можно расценить как превосходный итог развития некоторых из наиболее важных тем в его художественном творчестве. В 1927 году во время выставки картин, организованной в Лос-Анджелесе к 10-летию со дня смерти художника, критик «The Times» Артур Миллиер отметил, что Икинс «по силе мужественности мужественного художника, сравнимой лишь с Курбе, стремился с наибольшей силой показать то, что казалось реальным ему в современной жизни». Куратор Музея искусств округа Лос-Анджелес Айлин Сьзен Форт отмечала, что на картине видно, что «два человека, борющиеся изо всех сил, как бы символизируют художника и его собственные психологические сражения», при том, что в этой сцене ясно распознаётся гомоэротический подтекст, хотя сам Икинс был гетеросексуалом и свидетельств о его гомосексуальных связях не имеется. По мнению критиков, оценивших степень наличия гомоэротических мотивов в творчестве Икинса, из всех его картин «Борцы» могут быть сравнимы лишь с работой «Место для купанья», на которой художник на фоне идиллического пейзажа изобразил купающимися нескольких молодых мужчин в классических позах, отсылающих зрителя к древнегреческому искусству.

## Судьба
После того как в 1902 году Икинс был избран академиком Национальной академии дизайна, он пожертвовал ей готовую версию картины и свой автопортрет в качестве «дипломных работ». Таким образом руководство Академии собрало значительную коллекцию американского искусства, размещавшуюся в небольшом музее в особняке на Манхэттене в Нью-Йорке. В 1968 году Академия выставила картину на продажу, и в 1970 году она была куплена Художественным музеем Колумбуса в Колумбусе (штат Огайо), в котором стала частью постоянной коллекции. В 2005 году музей Колумбуса выставил картину на продажу в обмен на коллекцию изобразительного искусства, собранной чикагскими коллекционерами Филипом Дж. и Сюзанной Шиллерами. В 2005 году картина была куплена меценатом Сесиль Бартман, которая в 2006 году передала её в Музей искусств округа Лос-Анджелес (штат Калифорния), где с 1920 года находится эскиз картины маслом. По этому поводу директор Музея искусств округа Лос-Анджелес Майкл Гован заявил, что это «одно из самых значительных приобретений музея» и «самый лучший праздник подарок, который вы могли бы получить», отметив, что обсуждение общественностью гомоэротических мотивов живописи Икинса свидетельствует о непрекращающимся интересе к нему как художнику.